# Protohermes axillatus
Protohermes axillatus är en insektsart som beskrevs av Navás 1932. Protohermes axillatus ingår i släktet Protohermes och familjen Corydalidae. Inga underarter finns listade i Catalogue of Life.